# Assemblée nationale (Kenya)
Pour les autres articles nationaux ou selon les autres juridictions, voir Assemblée nationale.
13e législature
Bâtiment du Parlement
L'Assemblée nationale (en anglais : National Assembly ; en swahili : Bunge la Taifa) est la chambre basse du Parlement du Kenya. Elle exerce, conjointement avec le Sénat, le pouvoir législatif. Elle est composée de 350 membres élus pour une durée de cinq ans.

## Histoire
En 1948 les autorités britanniques mettent en place un parlement monocaméral constitué par le Conseil législatif (Legislative Council) où ne siège aucun Africain. Il faut attendre 1952 pour que six Africains puissent y siéger, non pas élus par le peuple mais nommés par le gouverneur général.
Une des conséquences de la rébellion des Mau Mau de 1952 à 1956 permet aux Africains de ne plus être nommés mais d'être élus dès 1956. En 1958, un amendement de la Constitution coloniale accroît ce nombre à huit.
La conférence de Lancaster House (en) de 1963 met en place la première Constitution du Kenya indépendant qui, dans son article 34-2, instaure un parlement bicaméral composé de la Reine du Kenya et de l'Assemblée nationale composé d'une Chambre des représentants (House of Representatives) et un Sénat,. Le premier président (Speaker) de l'Assemblée nationale est Sir Humphrey Slade.
En 1966, l'amendement constitutionnel n° 19 (Jomo Kenyatta) dissous le Sénat et les Assemblées provinciales. Le Sénat est absorbé par l'Assemblée nationale.
En 1982, l’amendement n° 7 de la Constitution (Daniel arap Moi) introduit un article 2A qui transforme le Kenya en un État de monopartisme de jure aux seules mains du parti politique l'Union nationale africaine du Kenya (Kenya African National Union, KANU).
Faisant suite aux pressions internationales, l'amendement n° 12 (Daniel arap Moi) de décembre 1991 efface l'article 2A de la Constitution. Le Kenya redevient un État de multipartisme de jure. Les élections générales du 29 décembre 1992 octroient 53,2 % des sièges au KANU tandis que six des huit partis d'opposition en obtiennent 46,8 %
La nouvelle Constitution de 2010 réinstaure un parlement bicaméral avec une Assemblée nationale et un Sénat. Le nouveau partage des pouvoirs est effectif depuis le 28 mars 2013, date de la prestation de serment des députés et des sénateurs élus par les élections générales du 4 mars 2013. C'est aussi la première fois qu'une femme — Joyce Laboso — est élue vice-présidente du corps constitué.

## Système électoral
L'Assemblée nationale est composée de 350 sièges pourvus pour cinq ans, dont 337 pourvus au suffrage direct uninominal à un tour. Sur ce total, 290 sièges sont pourvus dans un même nombre de circonscriptions électorales couvrant l'ensemble du pays, tandis que 47 sièges réservés aux femmes le sont dans des circonscriptions correspondant aux 47 comtés du Kenya. A ces députés directement élus s'ajoutent 12 autres nommés par les partis. Répartis entre ces derniers en proportion de leur part des sièges pourvus au suffrage direct, ils sont nommés de manière à assurer une représentation aux jeunes, aux handicapés et aux travailleurs. Enfin, le président de l'assemblée est élu ex officio par les députés et en devient membre de droit,.

## Fonctionnement
Les lois nécessitent la majorité des deux tiers des députés présents à la séance afin d'être votées ou amendées. Le quorum nécessaire est de 50 députés.

### Constitution kényane de 1963
- (en)  Kenya. « Constitution kényane de 1963 » [lire en ligne (page consultée le 7 novembre 2022)]

1. ↑  Article 31-1
2. ↑  Article 31-2

### Constitution kényane de 2010
- (en)  Kenya. « Constitution kényane de 2010 » [lire en ligne (page consultée le 7 novembre 2022)]

### Autres références
1. ↑  (en) « 2010, Constitution of Kenya », sur kenyalaw.org, National Council for Law Reporting, 2010 (consulté le 26 mars 2013)
2. ↑  Lors de la 2e législature (1969-1974), Grace Onyango fut, temporairement, présidente (Speaker) de l'Assemblée nationale.
3. ↑  (en) « Constitution », sur www.constituteproject.org (consulté le 8 mars 2022).
4. ↑  (en) Inter-Parliamentary Union, « IPU PARLINE database: KENYA (National Assembly), Texte intégral », sur archive.ipu.org (consulté le 8 mars 2022).